# Hannu Manninen
Hannu Kalevi Manninen (* 17. April 1978 in Rovaniemi) ist ein ehemaliger finnischer Nordischer Kombinierer. Manninen gewann viermal (2004, 2005, 2006 und 2007) den Gesamtweltcup der Nordischen Kombination. Die ehemalige Skilangläuferin Pirjo Muranen ist seine Schwester.

## Werdegang
Seine ersten Erfolge konnte Manninen bereits als Juniorensportler feiern. So gehörte er bereits als noch 15-jähriger bei den Junioren-Weltmeisterschaften 1994 dem finnischen Team an, das im österreichischen Breitenwang die Silbermedaille in der Nordischen Kombination gewann. Ein Jahr später konnte er im schwedischen Gällivare bereits den Einzeltitel in dieser Disziplin gewinnen. Nachdem er 1996 im italienischen Asiago den zweiten Platz belegt hatte, gewann er bei seinen letzten Juniorentitelkämpfen 1998 in St. Moritz im Einzel und mit der Mannschaft die Goldmedaille.
Lange Zeit haftete ihm der Makel an, keine einzige Einzelmedaille bei den Nordischen Skiweltmeisterschaften oder bei Olympischen Winterspielen erreicht zu haben. Besonders deutlich wurde diese Leistungsdiskrepanz zwischen Weltcup und Großereignissen bei den Olympischen Spielen 2006 in Turin: Nachdem Manninen zuvor die letzten sieben Weltcuprennen gewonnen hatte, erreichte er in den olympischen Einzeldisziplinen als Topfavorit nur den neunten und zwölften Rang. Bei den Weltmeisterschaften 2007 in Sapporo konnte er erstmals im Sprint einen Weltmeisterschaftstitel gewinnen.
Mit der finnischen Staffel feierte Manninen dagegen zahlreiche Erfolge: Bei den Olympischen Spielen 2002 in Salt Lake City wurde er Staffel-Olympiasieger. 2006 in Turin erreichte die Staffel den dritten Platz. Bei den Weltmeisterschaften 1999 in Ramsau gewann Manninen Mannschaftsgold, bei den Weltmeisterschaften 2001 in Lahti, den Weltmeisterschaften 2003 im italienischen Val di Fiemme jeweils die Bronzemedaille und bei den Weltmeisterschaften 2007 die Goldmedaille.
Viel Aufsehen erregte Manninen wegen einer angeblichen Unsportlichkeit (Abdrängen) gegenüber Ronny Ackermann bei einem Weltcup-Rennen. Im Ziel stocherte Ackermann mit seinem Stock auf Manninen ein, entschuldigte sich später aber für diese Aktion bei seinem Kontrahenten. Zur Überraschung der Öffentlichkeit überreichte Hannu Manninen die Trophäe anlässlich der Wahl von Ackermann zu Deutschlands Sportler des Jahres 2005.
Manninen nahm vereinzelt auch als Skilangläufer an Wettkämpfen teil. Bei den Olympischen Spielen 2002 in Salt Lake City erreichte er Rang acht im 1,5-km-Sprint. Im Skilanglauf-Weltcup ist ebenfalls ein achter Platz sein bestes Ergebnis.
Am 29. Mai 2008 gab er seinen Rücktritt bekannt. Zur olympischen Wintersaison 2009/2010 kehrte Manninen zurück. Im finnischen Kuusamo bestritt er am 28. November 2009 seinen ersten Weltcup-Wettkampf nach seinem Comeback und belegte den zweiten Platz. Einen Tag später konnte er den ersten Weltcup-Sieg nach seiner Pause feiern. Bei den Spielen erreichte er in den Einzelwettbewerben die Ränge 4 und 13 sowie mit dem Team den 7. Platz. 2011 beendete er erneut seine Karriere. Im Winter 2016/17 gab er erneut ein Comeback und nahm am 7. Januar 2017 in Lahti sowie zwei Wochen später in Chaux-Neuve wieder an Weltcup-Wettkämpfen teil. In der folgenden Saison startete er erneut im Weltcup mit einem 9. Rang als beste Platzierung. Bei seinen sechsten Olympischen Spielen in Pyeongchang wurde er im Einzel von der Normalschanze 23. und mit der Mannschaft 6. Im März 2018 wurde er mit der Holmenkollen-Medaille geehrt.
Hannu Manninen ist mit Heli Manninen verheiratet. Sie haben zusammen drei Söhne. Er ist Pilot bei der Finnair.

## Erfolge

### Weltcupsiege im Einzel
Mit 48 Weltcupsiegen im Einzel war Manninen bis zum März 2022 Rekordhalter. Der 24-jährige Norweger Jarl Magnus Riiber gewann am 13. März in Schonach im Schwarzwald seinen 49. Einzel-Weltcup und überholte Manninen.
| Nr. | Datum             | Ort               | Disziplin   |
| --- | ----------------- | ----------------- | ----------- |
| 1.  | 8. März 1996      | Falun             | Gundersen   |
| 2.  | 11. Januar 1997   | Saalfelden        | Gundersen   |
| 3.  | 8. März 1997      | Lahti             | Gundersen   |
| 4.  | 11. Dezember 1997 | Steamboat Springs | Sprint      |
| 5.  | 29. Dezember 1997 | Oberwiesenthal    | Sprint      |
| 6.  | 21. November 1998 | Rovaniemi         | Gundersen   |
| 7.  | 24. November 1998 | Rovaniemi         | Sprint      |
| 8.  | 29. November 1998 | Lillehammer       | Sprint      |
| 9.  | 10. Dezember 1998 | Steamboat Springs | Sprint      |
| 10. | 29. Dezember 1998 | Oberwiesenthal    | Sprint      |
| 11. | 4. März 2000      | Lahti             | Sprint      |
| 12. | 16. März 2002     | Oslo              | Sprint      |
| 13. | 29. November 2002 | Kuusamo           | Sprint      |
| 14. | 15. Dezember 2002 | Harrachov         | Sprint      |
| 15. | 13. Dezember 2003 | Val di Fiemme     | Massenstart |
| 16. | 10. Januar 2004   | Seefeld           | Sprint      |
| 17. | 11. Januar 2004   | Seefeld           | Gundersen   |
| 18. | 25. Januar 2004   | Sapporo           | Massenstart |
| 19. | 27. Januar 2004   | Sapporo           | Sprint      |
| 20. | 15. Februar 2004  | Oberstdorf        | Sprint      |
| 21. | 28. Februar 2004  | Oslo              | Sprint      |
| 22. | 28. November 2004 | Kuusamo           | Sprint      |
| 23. | 30. Dezember 2004 | Oberhof           | Gundersen   |
| 24. | 6. Januar 2005    | Schonach          | Gundersen   |
| 25. | 8. Januar 2005    | Seefeld           | Sprint      |
| 26. | 9. Januar 2005    | Seefeld           | Gundersen   |
| 27. | 23. Januar 2005   | Liberec           | Sprint      |
| 28. | 29. Januar 2005   | Sapporo           | Massenstart |
| 29. | 30. Januar 2005   | Sapporo           | Gundersen   |
| 30. | 4. März 2005      | Lahti             | Sprint      |
| 31. | 13. März 2005     | Oslo              | Sprint      |
| 32. | 25. November 2005 | Kuusamo           | Gundersen   |
| 33. | 3. Dezember 2005  | Lillehammer       | Gundersen   |
| 34. | 4. Dezember 2005  | Lillehammer       | Sprint      |
| 35. | 30. Dezember 2005 | Oberhof           | Gundersen   |
| 36. | 6. Januar 2006    | Schonach          | Gundersen   |
| 37. | 14. Januar 2006   | Val di Fiemme     | Massenstart |
| 38. | 15. Januar 2006   | Val di Fiemme     | Sprint      |
| 39. | 21. Januar 2006   | Harrachov         | Sprint      |
| 40. | 22. Januar 2006   | Harrachov         | Gundersen   |
| 41. | 28. Januar 2006   | Seefeld           | Sprint      |
| 42. | 29. Januar 2006   | Seefeld           | Gundersen   |
| 43. | 18. März 2006     | Sapporo           | Massenstart |
| 44. | 30. Dezember 2006 | Ruhpolding        | Gundersen   |
| 45. | 4. Februar 2007   | Zakopane          | Massenstart |
| 46. | 29. November 2009 | Kuusamo           | Gundersen   |
| 47. | 2. Januar 2010    | Oberhof           | Gundersen   |
| 48. | 6. März 2010      | Lahti             | Gundersen   |

### Weltcupsiege im Team
| Nr. | Datum            | Ort            | Disziplin               |
| --- | ---------------- | -------------- | ----------------------- |
| 01. | 3. Januar 1996   | Reit im Winkl  | Teamsprint 1            |
| 02. | 2. Januar 1997   | Reit im Winkl  | Teamsprint 1            |
| 03. | 30. Januar 1997  | Hakuba         | Staffel 2               |
| 04. | 5. Januar 1998   | Reit im Winkl  | Teamsprint 3            |
| 05. | 5. Januar 1999   | Reit im Winkl  | Teamsprint 3            |
| 06. | 21. Januar 2001  | Park City      | Staffel (Massenstart) 4 |
| 07. | 14. Februar 2004 | Oberstdorf     | Staffel 4               |
| 08. | 11. Februar 2005 | Pragelato      | Staffel 5               |
| 09. | 3. Januar 2007   | Ruhpolding     | Teamsprint 6            |
| 10. | 14. Januar 2007  | Lago di Tesero | Staffel 7               |

## Statistik

### Teilnahmen an Olympischen Winterspielen
| Jahr und Ort        | Wettbewerb        | Wettbewerb     | Wettbewerb        | Wettbewerb   | Wettbewerb  |
| Jahr und Ort        | Gundersen NH (NK) | Sprint LH (NK) | Gundersen LH (NK) | Staffel (NK) | Sprint (LL) |
| ------------------- | ----------------- | -------------- | ----------------- | ------------ | ----------- |
| Nagano 1998         | –                 | –              | –                 | 02.          | –           |
| Salt Lake City 2002 | 14.               | 07.            | –                 | 01.          | 08.         |
| Turin 2006          | 09.               | 12.            | –                 | 03.          | –           |
| Vancouver 2010      | 13.               | –              | 04.               | 07.          | –           |
| Pyeongchang 2018    | 23.               | –              | –                 | 06.          | –           |

### Teilnahmen an Weltmeisterschaften
| Jahr und Ort        | Wettbewerb | Wettbewerb   | Wettbewerb   | Wettbewerb    | Wettbewerb    |
| Jahr und Ort        | Sprint     | Gundersen NH | Gundersen LH | Mannschaft NH | Mannschaft LH |
| ------------------- | ---------- | ------------ | ------------ | ------------- | ------------- |
| 1997 Trondheim      | –          | 06.          | –            | 02.           | –             |
| 1999 Ramsau         | 04.        | –            | –            | 01.           | –             |
| 2001 Lahti          | 06.        | 04.          | –            | 03.           | –             |
| 2003 Val die Fiemme | 27.        | 11.          | –            | 03.           | –             |
| 2005 Oberstdorf     | 08.        | 09.          | –            | –             | 04.           |
| 2007 Sapporo        | 01.        | 06.          | –            | –             | 01.           |
| 2011 Oslo           | –          | 21.          | 16.          | 07.           | –             |
| 2017 Lahti          | –          | –            | 24.          | 05.           | –             |

### Weltcup-Gesamtplatzierungen
| Saison    | Platz | Punkte |
| --------- | ----- | ------ |
| 1993/94   | 60.   | 033    |
| 1994/95   | 40.   | 0150   |
| 1995/96   | 08.   | 0639   |
| 1996/97   | 05.   | 0875   |
| 1997/98   | 05.   | 0763   |
| 1998/99   | 02.   | 1667   |
| 1999/2000 | 09.   | 0898   |
| 2000/01   | 11.   | 0700   |
| 2001/02   | 08.   | 0911   |
| 2002/03   | 04.   | 0678   |
| 2003/04   | 01.   | 1392   |
| 2004/05   | 01.   | 1466   |
| 2005/06   | 01.   | 1500   |
| 2006/07   | 01.   | 0765   |
| 2007/08   | 14.   | 0333   |
| 2009/10   | 08.   | 0474   |
| 2010/11   | 39.   | 039    |
| 2016/17   | 59.   | 013    |
| 2017/18   | 55.   | 017    |